# Roger Vailland
Roger Vailland (16. oktober 1907 i Acy-en-Multien – 12. maj 1965 i Meillonnas) var en fransk forfatter, der i 1957 fik Goncourtprisen for romanen La Loi.